# ماسکیگو (ویسکانسین)
ماسکیگو، ویسکانسین  (به انگلیسی: Muskego) شهری در شهرستان واکیشا ایالت ویسکانسین است که در سال ۱۹۶۴ بنیان‌گذاری شده‌است. این شهر طبق سرشماری سال ۲۰۱۰ میلادی ۲۴٬۱۳۵ نفر جمعیت داشته‌است.